# Muzeum Hagany
Muzeum Hagany (hebr. ‏מוזיאון ההגנה‎; ang. Hagana Museum – The Eliyahu Golomb Haganah Museum) – muzeum położone na osiedlu Lew ha-Ir w zachodniej części miasta Tel Awiw, w Izraelu. Muzeum przedstawia historię obrony osadnictwa żydowskiego w Ziemi Izraela w okresie brytyjskiego Mandatu Palestyny. Jest to historia podziemnej paramilitarnej organizacji Hagana.

## Historia
Budynek, w którym obecnie mieści się muzeum, został wybudowany w 1912 przez braci Zeev i Jakuba Sharett. W latach 20. XX wieku został on odnowiony przez architekta Josefa Berlina. Przez wiele lat dom należał do Rodzina Sharett i służył jako tajna siedziba dowództwa Hagany. Wielokrotnie odbywały się w nim narady, podczas których podejmowano ważne decyzje w sprawie nielegalnej imigracji, tworzenia Palmach i inne.
W 1961 budynek został gruntownie przebudowany według projektu architekta Jana Ratnera. Dostosowano go wówczas do potrzeb nowo tworzonego Muzeum Hagany.

## Zbiory muzeum
Muzeum zajmuje trzy kondygnacje budynku:
- na parterze znajdują się dwa oryginalnie urządzone pokoje, które pozwalają odwiedzającym poczuć atmosferę z czasów konspiracyjnej działalności Hagany. Jest to część mieszkania dowódcy Hagany, Eliyahu Golomba. Na parterze odbywają się także wystawy czasowe.
- na pierwszym piętrze znajdują się ekspozycje muzeum prezentują kolekcję broni, dokumentów i fotografii opisujących historię organizacji Hagana od czasów organizacji samoobrony Ha-Szomer, poprzez Rewoltę Arabską 1936 do sformowania taktyki obronnych operacji poza osiedla żydowskie. Szczególny nacisk położona na salę w której podjęto decyzję o wysłaniu spadochroniarzy do Europy podczas II wojny światowej.
- na drugim piętrze znajduje się ekspozycja prezentująca przebieg poszczególnych działań wojskowych w latach 1945–1947. Prezentacje opisują także nielegalną imigrację, zakupy i produkcję broni, oraz szkolenia wojskowe prowadzące do zbudowania niezależnej siły militarnej w Mandacie Palestyny.
- na trzecim piętrze trwają prace przygotowawcze do otwarcia ekspozycji pokazującej przebieg wojny domowej w Mandacie Palestyny (lata 1947–1948) i początek wojny o niepodległość do momentu przekształcenia Hagany w Siły Obronne Izraela.
- czwarte piętro zajmuje archiwum i sekretariat[2].

W prezentacji wykorzystano 10-minutowy film przedstawiający historię Hagany oraz operacje grup specjalnych Palmach.
Muzeum organizuje wykłady oraz seminaria dla studentów i osób dorosłych. W tym celu wykorzystywane jest nowoczesne audytorium na 100 osób. W budynku jest jeszcze druga mniejsza sala (dla 40 osób) przystosowana do prezentacji audio-wideo.